# Archidiocèse de Mexico
L'archidiocèse de Mexico (en latin : Archidioecesis Mexicana ; en espagnol : Arquidiócesis de México) est un archidiocèse métropolitain de l'Église catholique du Mexique.
Il est un des premiers archidiocèses du continent Américain, avec Saint-Domingue et Lima. C'est pourquoi l'archevêque de Mexico a le titre honorifique de primat du Mexique.

## Territoire
Il comprend onze des seize divisions territoriales de Mexico : Álvaro Obregón, Benito Juárez, Coyoacán, Cuajimalpa, Cuauhtémoc, Iztacalco, Magdalena Contreras, Miguel Hidalgo, Tlalpan, Venustiano Carranza et une partie de celle de Gustavo A. Madero ce qui représente un territoire d'une superficie de 800 km2 divisé en 306 paroisses.
Le siège archiépiscopal est dans la ville de Mexico où se trouve la cathédrale de l'Assomption-de-Mariedans laquelle repose les restes du vénérable Antoine Margil de Jésus, franciscain observant. Dans la même ville se trouve trois basiliques mineures : la vieille basilique Notre-Dame de Guadalupe, la nouvelle basilique Notre-Dame-de-Guadalupe et la basilique de Saint Joseph et Notre-Dame du Sacré-Cœur (es). L'église de la Sainte-Famille (es), dans le quartier Colonia Roma, conserve les reliques du bienheureux Miguel Agustin Pro, jésuite martyr. Le temple de San José del Altillo garde le corps de la bienheureuse Concepción Cabrera de Armida.

## Historique
Le diocèse de Mexico est érigé le 2 septembre 1530 par la bulle Sacri Apotolarum Ministerio du pape Clément VIIen prenant une partie du territoire du diocèse de Tlaxcala (aujourd'hui archidiocèse de Puebla de los Ángeles). Il est nommé suffragant de l'archidiocèse de Séville comme le sont tous les premiers diocèses créés en Amérique entre 1511 et 1546.
Il cède une partie de son territoire le 11 août 1536 pour l'érection du diocèse de Michoacán (aujourd'hui archidiocèse de Morelia,).
Par la bulle Super universas orbis ecclesiae du 12 février 1546, Paul III élève au rang d'archidiocèse métropolitain Mexico ainsi que Saint-Domingue (dans la vice-royauté de Nouvelle-Espagne) et Lima (dans la vice-royauté du Pérou) qui deviennent ainsi les trois premiers archidiocèses de l'Empire espagnol en Amérique. À partir de cette date, les diocèses d'Amérique cessent d'être suffragants de l'archidiocèse de Séville et intègrent une de ces trois provinces ecclésiastiques. Mexico reçoit sous sa juridiction les diocèses de Tlaxcala (aujourd'hui archidiocèse de Puebla de los Ángeles), Guatemala (aujourd'hui archidiocèse de Santiago de Guatemala), Antequera (aujourd'hui archidiocèse d'Antequera), Michoacán (aujourd'hui archidiocèse de Morelia) et Chiapas (aujourd'hui diocèse de San Cristóbal de Las Casas).
Le diocèse de Manille, qui comprend tout le territoire des Philippines, intègre la province ecclésiastique de Mexico lors de sa création le 6 février 1579; il le reste jusqu'au 14 août 1595, date à laquelle il est élevé au rang d'archidiocèse sous le nom d'archidiocèse de Manille.
Le premier projet d'ériger un séminaire a lieu sous l'épiscopat de Juan Pérez de la Serna en 1623, mais des problèmes politiques empêchent sa réalisation. L'initiative de Francisco de Aguiar y Seijas y Ulloa donne un meilleur résultat, ce qui conduit à la construction du séminaire et à son inauguration le 18 octobre 1697.
Au XVIIIe et XIXe siècles, il cède à plusieurs reprises du territoire pour l'érection de nouvelles circonscriptions ecclésiastiques : le 15 décembre 1777 pour le diocèse de Linares (aujourd'hui archidiocèse de Monterrey), le 26 janvier 1863 pour les diocèses de Querétaro et Tulancingo (aujourd'hui archidiocèse de Tulancingo), le 16 mars 1863 pour le diocèse de Chilapa (aujourd'hui diocèse de Chilpancingo-Chilapa), le 12 mars 1870 pour l'agrandissement du diocèse de Ciudad Victoria o Tamaulipas (aujourd'hui diocèse de Tampico), le 20 janvier 1874 pour le vicariat apostolique de Basse-Californie (aujourd'hui archidiocèse de Tijuana)et le 23 juin 1891 pour le diocèse de Cuernavaca.
Le 29 juin 1951, le pape Pie XII accorde officiellement à l'archevêque de Mexico et à tous ses successeurs le titre de « Primat du Mexique ». Le 18 juillet suivant, lors d'une cérémonie dans la cathédrale de Mexico et en présence de nombreux évêques, Luis María Martínez Rodríguez, archevêque de Mexico, reçoit le décret signé par le pape, des mains du cardinal Adeodato Giovanni Piazza.
L'archidiocèse cède encore des portions de territoire au XXe et XXIe siècles pour la création de nouveaux diocèses : le 4 juin 1950 pour le diocèse de Toluca (aujourd'hui archidiocèse de Toluca), le 23 mai 1959 pour le diocèse de Tlaxcala, le 30 avril 1960 pour le diocèse de Texcoco, le 27 février 1961 pour le diocèse de Tula, le 13 janvier 1964 pour le diocèse de Tlalnepantla (aujourd'hui archidiocèse de Tlalnepantla)et le 28 septembre 2019, pour les diocèses de Xochimilco, Iztapalapaet Azcapotzalco qui deviennent tout trois suffragants de Mexico.

## Évêques et archevêques
- Liste des évêques et archevêques de Mexico